# La novia del desierto
La novia del desierto és una pel·lícula dramàtica argentina-xilena de 2017 escrita i dirigida per Cecilia Atán i Valeria Pivato, l'opera prima d’ambdues directores. És protagonitzada per l'actriu xilena Paulina García (Gloria) i l'actor argentí Claudio Rissi (Nueve reinas).
La pel·lícula va participar en el 70è Festival Internacional de Cinema de Canes de 2017 en la secció oficial Un Certain Regard i també va competir perr la Caméra d’Or a la millor opera prima del festival.

## Producció
El projecte va guanyar diversos premis d'ajuda econòmica. Per part d'entitats governamentals de suport al cinema, la cinta de Atán i Pivato va guanyar el premi Òpera Prima del INCAA de l'Argentina i el Fons de Foment Audiovisual CNCA de Xile.
A més la cinta es va embarcar en una gira per diferents festivals per a participar en concursos de foment. Tal és el cas de la Berlinale Co-Production Market en el marc del 66è Festival Internacional de Cinema de Berlín on va aconseguir quedar seleccionat entre 20 projectes.
A més també va participar en el programa Cinema en Construcció de Tolosa on va guanyar el premi més important. El mateix consisteix en serveis de postproducció per part de les empreses col·laboradores i una beca del CNC per a treballs de postproducció a realitzar a França per a la pel·lícula premiada. Gràcies a que també va guanyar el Premi Especial Cine + en Construcción, el canal CINE+ garanteix a la pel·lícula guanyadora la seva compra per un valor de 15.000 euros i la seva difusió televisiva.

### Companyies productores
La pel·lícula està produïda per les argentines El Perro en la Luna i Haddock Films al costat de Ceibita Films, una empresa guatemalenca-xilena que participa en qualitat de coproductora. A més participen com a productores associades Zona Audiovisual, Flora Films i AH Cinema amb el suport de l'INCAA.

### Rodatge
Quant al procés de filmació, les locaciones van incloure a la Província de Buenos Aires i majorment a la Província de San Juan. El rodatge es va dur a terme en aquestes províncies des del 20 de novembre fins al 16 de desembre de 2016 amb un procés de postproducció de 3 mesos.
Amb el suport provincial i l'associació amb Flora Films de Florencia Poblete, productora de San Juan, i la participació d'actors i extres sanjuanins es duu a terme la filmació d'aquesta pel·lícula inspirada en la mística del Santuari La Difunta Correa, situat a Vallecito.

## Repartiment
- Paulina García com Teresa Godoy.
- Claudio Rissi com El Gringo.

## Sinopsi
La trama de la història gira al voltant de Teresa, una dona de 54 anys que treballa com a empleada domèstica en una casa de família a Buenos Aires. Durant dècades s'ha refugiat en la rutina de les seves tasques. Però després de la decisió familiar de vendre la casa i després d'anys de servei, Teresa queda a la deriva. Sense alternatives, accepta una nova ocupació a la província de San Juan. Poc amiga dels viatges, s'embarca en una aventura a través del desert. En la seva primera parada perd la seva bossa amb totes les seves pertinences. Aquest incident la portarà a viatjar en companyia d'un venedor ambulant, l'únic capaç d'ajudar-la. El que semblava ser el final del seu camí acabarà sent la seva salvació.

## Premis i nominacions

### Participació en festivals de cinema
| Festival                                  | Data d'esdeveniment        | Categoria          | Premi     |        |
| ----------------------------------------- | -------------------------- | ------------------ | --------- | ------ |
| Festival Internacional de Cinema de Canes | 17 al 28 de maig de 2017   | Un Certain Regard  | Nominat   | [ 2 ]  |
| Festival Internacional de Cinema de Canes | 17 al 28 de maig de 2017   | Caméra d'or        | Nominat   | [ 2 ]  |
| Festival de Lima                          | 4 al 12 d'agost de 2017    | Millor opera prima | Guanyador | [ 9 ]  |
| Festival de Santiago                      | 20 al 27 d'agost de 2017   | Sección oficial    | Nominat   | [ 10 ] |
| Festival de Busan                         | 12 al 21 d'octubre de 2017 | Flash forward      | Nominat   | [ 11 ] |

### Premis Sur
Aquests premis són entregats per l'Academia de las Artes y Ciencias Cinematográficas de la Argentina en març de 2018.
| Any  | Categoria            | Candidat                    | Resultat  |
| ---- | -------------------- | --------------------------- | --------- |
| 2017 | Millor opera prima   | La novia del desierto       | Nominada  |
| 2017 | Millor guió original | Cecilia Atán Valeria Pivato | Nominades |
| 2017 | Millor música        | Leo Sujatovich              | Guanyador |

### Premis Fénix
| Any  | Categoria     | Candidat       | Resultat | Ref.   |
| ---- | ------------- | -------------- | -------- | ------ |
| 2017 | Millor actriu | Paulina García | Nominada | [ 13 ] |

### Premis Cóndor de Plata
Aquests premis són entregats per l'Asociación de Cronistas Cinematográficos de la Argentina el 2018.
| Any  | Categoria                   | Candidat                    | Resultat   |
| ---- | --------------------------- | --------------------------- | ---------- |
| 2018 | Millor opera Prima          | La novia del desierto       | Guanyadora |
| 2018 | Millor Actriu               | Paulina García              | Nominada   |
| 2018 | Millor Actor de Repartiment | Claudio Rissi               | Guanyador  |
| 2018 | Millor guió Original        | Cecilia Atán Valeria Pivato | Nominades  |
| 2018 | Millor Fotografia           | Sergio Armstrong            | Nominat    |
| 2018 | Millor banda sonora         | Leo Sujatovich              | Nominat    |